# Vulkanianische Eruption

Vulkanianische Eruption
1. Aschewolke
2. Lapilli
3. Lavafontäne
4. Ascheregen
5. Vulkanische Bombe
6. Lava
7. Lava- und Aschelagen
8. Geologische Schichten
9. Lagergang
10. Vulkanschlot
11. Magmenkammer
12. Dyke

Eine Vulkanianische Eruption ist eine Art von Vulkanausbruch, benannt nach einem Ausbruchsmuster des Vulcano auf der gleichnamigen Äolischen Insel vor Italien. Der Begriff wurde schon 1907 von Giuseppe Mercalli in die Vulkanologie eingeführt.
Vulkanianische Eruptionen treten typischerweise an Vulkanen mit höher viskosem Magma von andesitischer bis dacitischer Zusammensetzung auf. Das Muster besteht aus kurzen, kanonenschussartigen Explosionen (mit entsprechenden Schockwellen), die einzeln oder in Serien bis zu einigen Stunden vorkommen können. In der Hauptsache wird hochfragmentierte vulkanische Asche erzeugt, die in einer Eruptionssäule bis zu 20 km aufsteigen kann. Daneben werden auch vulkanische Bomben ausgeworfen, die in einem Umkreis bis zu 5 km niedergehen können. Die Stärke der Eruption liegt im Schnitt zwischen einer strombolianischen und einer plinianischen Eruption, also etwa Stufe zwei bis vier auf dem VEI.
Vulkane, die vulkanianische Eruptionen zeigen, sind z. B. Soufrière Hills auf Montserrat, der Ngauruhoe in Neuseeland und Galeras in Kolumbien.

## Ursachen

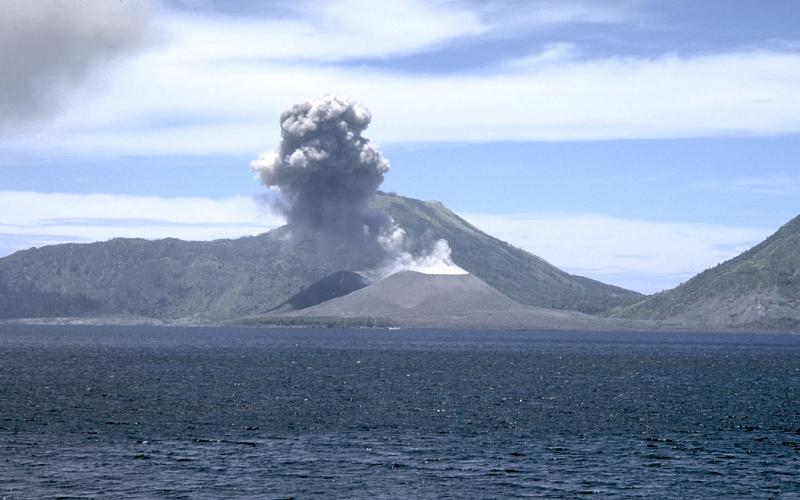
Vulkanianische Eruption 1998 am Tavurvur in Papua-Neuguinea

Zwei ursächliche Wirkungsmechanismen konnten für vulkanianische Explosionen identifiziert werden:
1. Oberflächennah-initiierte Explosionen resultieren aus dem Aufstieg von gasreichem, hochviskosen Magma. Durch die Druckentlastung während des Magmenaufstiegs (abnehmenden Auflastdruck) reichern sich gelöste Fluide in Gasblasen an und erzeugen im Magma einen steigenden Gasdruck, der deutlich höher ist als der atmosphärische Druck an der Erdoberfläche. Durch bspw. seismische Wellen, interne magmatische Prozesse oder Verringerung des Auflastdrucks durch Kollaps eines Lavadoms kann eine Destabilisierung des Druckdifferentials (Gasdruck im Magma vs. atmosphärischer Druck) erzeugt werden.[3] Diese Destabilisierung initiiert die vulkanianische Explosion und führt zu einer Fragmentation frischen Magmas im oberen Vulkanschlot und der Eruption von pyroklastischem Material. Die abwärtsgerichtete Druckwelle kann eine Entleerung des oberen Vulkanschlots bis zu 2 km Tiefe bewirken.[4]
2. Tiefen-initiierte Explosionen werden von einer plötzlichen, wenige Minuten dauernden Dekompression der Magmakammern (> 5 km Tiefe) und einem gleichzeitigen Druckaufbau im darüberliegenden Vulkanschlot eingeleitet. Die wahrscheinlichste Ursache dafür ist ein Kollaps bereits existierender Fluid-Taschen in Magmakammern und der Aufstieg der freigesetzten Fluide in den Fördergang. Übersteigt der aufgebaute Druck im Fördergang einen kritischen Wert, verschaffen sich die Gase in einer Explosion den Durchbruch an die Erdoberfläche, wobei es neben der Fragmentation von frischem Magma auch vermehrt zum ballistischen Auswurf von Dommaterial kommt.[1][2]

Beide Arten von vulkanianischen Explosionen können an demselben Vulkan auftreten, wobei die Verteilung keinem Muster folgt. Die eindeutige Unterscheidung zwischen den Trigger-Mechanismen ist syn-eruptiv ausschließlich mit hochauflösenden seismischen/geodätischen Messinstrumenten möglich. Eine spätere Analyse des ausgeworfenen Materials kann ebenso Hinweise auf den ursächlichen Triggermechanismus einer Explosion geben. Trotz vorangehenden Druckänderungen im magmatischen System bei Tiefen-initiierten Explosionen ist die Vorlaufzeit (zwischen 1 und 5 min) zu kurz für eine effiziente Frühwarnung. Zudem ist ein geeignetes Beobachtungsnetzwerk weltweit nur an wenigen Vulkanen installiert. Vulkanianische Explosionen bleiben daher eine unberechenbare Gefahr.